# واکنش خاراش–سوسنوفسکی
واکنش خاراش–سوسنوفسکی(به انگلیسی: Kharasch–Sosnovsky) اکسایش رادیکالی یک آلکن آلیلی به یک الکل آلیلی با استفاده از یک کاتالیزور مس و یک پراکسی استر (به عنوان مثال ترت بوتیل پراکسی‌بنزوات) یا یک پراکسید است. لیگاندهای کایرال را می‌توان برای نشان دادن واکنش نامتقارن، ساخت پیوندهای کایرال C-O از طریق فعال‌سازی پیوند C-H استفاده کرد. این واکنش از این جهت قابل توجه است که افزودن نامتقارن به گروه‌های آلیلی به دلیل متقارن بودن حالت گذار، دشوار است. این واکنش به نام موریس اس. خاراش و جورج سوسنوفسکی که اولین بار آن را در سال ۱۹۵۸ گزارش کردند، نامگذاری شده‌است.

## اصلاحات
اگزازولین‌ها و تیازولین‌های استخلاف شده می‌توانند از طریق اصلاح واکنش کلاسیک به اگزازول‌ها و تیازول‌های مربوطه اکسید شوند.

## سازوکار
اعتقاد بر این است که سازوکار واکنش شامل واسطه‌های رادیکالی و مس در حالت‌های اکسایش I, II و III از طریق مراحل زیر است:
Cu(I) + BzO–O t Bu → Cu(II)–OBz + t BuO•
t BuO• + CH 2 = CH–CH 2 R → t BuOH + CH 2 = CH–CHR•
CH2 = CH–CHR• + Cu(II)–OBz → CH2 = CH–CHR–Cu(III)–OBz
CH2 = CH–CHR–Cu(III)–OBz → CH2 = CH–CHR(OBz) + Cu(I)
آخرین مرحله، حذف کاهشی یک واسطه آلی مس(III) برای بازسازی کاتالیزور مس(I) و تشکیل محصول، پیشنهاد شده‌است که از طریق یک حالت‌گذار حلقه‌ای هفت عضوی انجام می‌شود.